# Jeu de la virgule
Le jeu de la virgule, aussi appelé houlisday en anglais, est un défi viral apparu en 2023, qui consiste à asséner des coups secs à une personne sur la nuque quand elle ne s’y attend pas, généralement en la filmant, en vue de diffuser sa réaction de surprise sur les médias sociaux, notamment sur TikTok.
Ce phénomène, qui serait d'abord apparu en France, s'est ensuite répandu aux écoles du Québec. Ayant été à la source d'hospitalisation en Europe, le jeu de la virgule a rapidement suscité des plaintes au Service de police de la Ville de Québec et au Service de police de la Ville de Montréal quand il a commencé à se répandre au Québec.
Le nom du jeu fait référence à la trajectoire de la tête de la personne frappée, qui évoque un geste sportif appelé virgule, qui consiste à faire dévier un ballon avec le pied.